# Boom (motorfiets)
Boom is een Duits merk van trikes.
De bedrijfsnaam is: Boom Trikes Fahrzeugbau GmbH, Sontheim.
Duits bedrijf dat sinds 1990 trikes met Volkswagen-boxermotoren en de Ford Zenith motor produceert. 